# Oskar Albrecht
Oskar Albrecht (24 de Setembro de 1914) foi um oficial alemão que serviu na Heer durante a Segunda Guerra Mundial. Foi condecorado com a Cruz de Cavaleiro da Cruz de Ferro.